# 중부 독일어

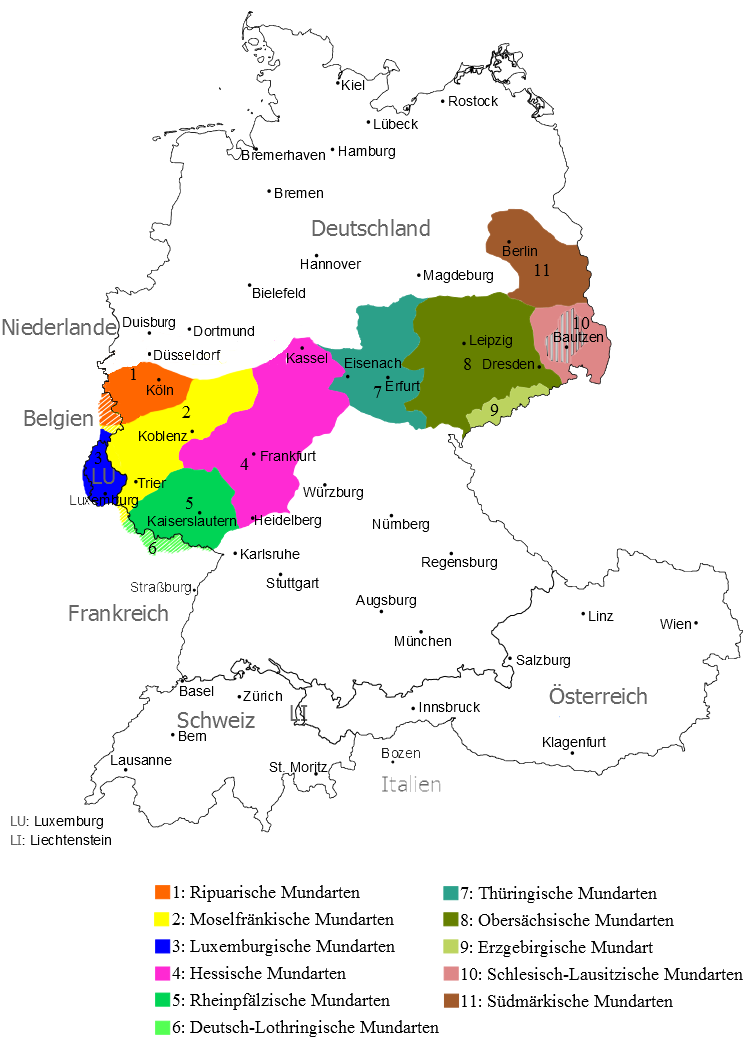

중부 독일어(독일어: Mitteldeutsch)는 서쪽으로는 라인란트에서 동쪽으로는 구독일 동부 영토까지 걸쳐 분포하는 고지 독일어 하위의 방언군이다. 다시 서중부 독일어와 동중부 독일어로 세분된다.
고지 독일어 자음 추이를 고지 독일어보다 약하게 겪은 것으로 구분되며 독일 북부의 저지 독일어와 독일 남부의 상부 독일어 사이의 점이 지대를 이룬다. 저지 독일어와는 등어선인 벤라트선으로, 고지 독일어와는 슈파이어선으로 구분된다.
주요 도시 중에서는 베를린, 본, 쾰른, 뒤셀도르프, 프랑크푸르트, 라이프치히, 드레스덴의 방언이다. 동중부 독일어는 현대 표준 독일어와 가장 가까운 방언으로 알려졌다.

## 하위 방언
- 서중부 독일어
  - 중부 프랑크어
    - 리푸아리아어
    - 모젤 프랑크어
      - 룩셈부르크어

  - 라인 프랑크어
    - 팔츠 독일어
    - 로트링겐 독일어
    - 헤센어
- 동중부 독일어
  - 튀링겐어
  - 고지 작센어
  - 에르츠게비르크 방언
  - 북부 고지 작센-쥐트마르크 방언
  - 루사티아 방언
  - 저지 실레시아어
  - 고지 프로이센어

## 같이 보기
- 저지 독일어
- 고지 독일어